# Прогрес МС-17
Прогрес МС-17 — космічний транспортний вантажний корабель (ТВК) серії «Прогрес», запуск якого відбувся 30 червня 2021 року 02:27 МСК зі стартового комплексу космодрому Байконур за програмою 78-ї місії постачання Міжнародної космічної станції.

## Стикування з МКС
Зближення з орбітальним комплексом виконувалося за дводобовою схемою. Процес стикування до модуля «Пошук» проходив під контролем Центру управління польотами та російських космонавтів Олега Новицького та Петра Дуброва.

## Вантаж
Корабель доставив на МКС 470 кг палива дозаправки, 420 літрів питної води в баках системи «Джерельце», 40 кг повітря та кисню в балонах, а також 1509 кг обладнання та вантажів, серед яких:
- ресурсна апаратура бортових систем життєзабезпечення;
- укладання для проведення космічних експериментів;
- санітарно-гігієнічні матеріали;
- предмети одягу, раціони харчування.

## Відстикування перехідника на СВ гермоадаптера «Наука»
Модуль «Наука», який прилетів на МКС у липні 2021 року, має на гермоадаптері стикувальний вузол (СВ) ССВП-М (має 12 замків), на якому встановлено тимчасовий перехідник на тип СВ ССВП (має 8 замків), що дозволяє причалювати до нього пілотованому кораблю "Союз" або вантажному "Прогрес". Однак цей перехідник не дозволив би стикувати до «Науки» вузловий модуль «Причал». Тому "Прогрес МС-17" відстикувався 21 жовтня о 2:44 мск, при цьому віддалившись від станції на 185 кілометрів. Потім, 22 жовтня о 07:21 мск пристикувався на цей тимчасовий перехідник, щоб потім (після успішного запуску модуля «Причал» — 24 листопада 2021), відстикувати і відвезти перехідник із собою. Таким чином, тип стикувального вузла на гермоадаптері зміниться з ССВП на ССВП-М, що дозволить пристикувати до модуля "Наука" новий вузловий модуль "Причал"  .